# Subhasish Bose
Subhasish Bose (Calcuta, India, 18 de agosto de 1995) es un futbolista de la India que juega en la posición de lateral izquierdo. Desde 2020 juega con el Mohun Bagan SG de la Superliga de India.

## Carrera

### Club
| Periodo   | Club           | Apariciones | Goles |
| --------- | -------------- | ----------- | ----- |
| 2016      | Sporting Goa   | 11          | 2     |
| 2016–2017 | Mohun Bagan AC | 10          | 0     |
| 2017–2018 | Bengaluru FC   | 18          | 0     |
| 2018–2020 | Mumbai City FC | 34          | 1     |
| 2020–     | Mohun Bagan SG | 72          | 3     |

### Selección nacional
Debutó con India en 2016 y ha participado en dos ediciones de la Copa Asiática.

## Logros

### Club
- Indian Super League: 2022–23
- Durand Cup: 2023

### Selección nacional
- Campeonato de la SAFF: 2021, 2023
- Intercontinental Cup: 2018, 2023